# Johann Friedrich Crome
Johann Friedrich Crome (* 20. März 1906 in Dransfeld; † 9. April 1962 in Berlin) war ein deutscher Klassischer Archäologe.

## Leben
Johann Friedrich Crome war ein Sohn des Göttinger Museumsdirektors Bruno Crome (1877–1933) und seiner Frau Elisabeth geb. Flinth (1880–1969). Er wurde als erstes von fünf Kindern geboren.
Crome studierte seit 1927 in Göttingen und München Klassische Archäologie und wurde im Herbst 1932 bei Hermann Thiersch an der Universität Göttingen mit der Arbeit Das Bildnis Vergils promoviert. An der Universität Göttingen war er schon vor seiner Promotion mit der Publikation der antiken Gemmen der Abdrucksammlung des 18. und 19. Jahrhunderts befasst. Zum 1. April 1933 trat er der NSDAP bei (Mitgliedsnummer 1.832.242). 1933/34 wurde ihm das Reisestipendium des Deutschen Archäologischen Instituts zugesprochen, mit dem er den Mittelmeerraum bereisen konnte. Von 1934 bis 1937 war er Assistent an der Abteilung Athen des Archäologischen Instituts des Deutschen Reiches. In dieser Zeit war er auch Ortsgruppenleiter Athen der NSDAP. Danach wurde er Assistent an der Universität Göttingen, 1939 bis 1943 lehrte er dort als Dozent für Klassische Archäologie, danach an der Reichsuniversität Posen.
Nach dem Krieg konnte er wegen seiner Tätigkeit als Reichsreferent der deutschen Hochschullehrer beruflich nicht mehr in der Archäologie Fuß fassen. Er lebte als Privatgelehrter zeitweilig in Oldendorf bei Celle, sodann wieder in Göttingen, später in Berlin-Nikolassee, und veröffentlichte weiterhin archäologische Beiträge. Nach dem Krieg engagierte sich Crome politisch. Als Politiker der Deutsch-Hannoverschen Partei trat er für das Wahlbündnis Föderalistische Union zur Bundestagswahl 1957 im Wahlkreis 36 und auf Listenplatz fünf an. Das Bündnis überschritt jedoch nicht die erforderliche 5-Prozent-Hürde.
Seit 1937 war er korrespondierendes Mitglied der Accademia Virgiliana in Mantua, seit 1958 ordentliches Mitglied.
Crome hatte aus seiner ersten, 1935 geschlossenen, später geschiedenen Ehe mit Inge Wichmann fünf Kinder. Aus der zweiten, 1949 geschlossenen Ehe mit Jutta Crome (geb. 1916), einer Urenkelin des Justizrates Friedrich Crome, stammte eine weitere Tochter.

## Schriften (Auswahl)
- Aus dem Archäologischen Institut der Universität Göttingen 3. Göttinger Gemmen, in Auswahl beschrieben. In: Nachrichten von der Gesellschaft der Wissenschaften zu Göttingen 1931, Philologisch-Historische Klasse, S. 117–142.
- Das Bildnis Vergils. Reale Accademia Virgiliana, Mantova 1935, OCLC 247077344 (Dissertation an der Universität Göttingen 1932).
- Löwenbilder des siebenten Jahrhunderts. In: Mnemosynon Theodor Wiegand. F. Bruckmann, München 1938, S. 47–53 OCLC 676299.
- Die Skulpturen des Asklepiostempels von Epidauros. de Gruyter, Berlin 1951, OCLC 716527868.
- Bemerkungen zur griechischen Ikonographie. de Gruyter, Berlin 1954, OCLC 603770965.